# ایستگاه متروی استاد معین
ایستگاه متروی استاد معین، یکی از ایستگاه‌های متروی تهران است که در خیابان آزادی نرسیده به خیابان استاد معین تهران (در شمال خیابان آزادی، حد فاصل بلوار شهید اکبری و بزرگراه جناح) واقع شده‌است. این ایستگاه در خط چهار مترو تهران واقع شده‌ است.
این ایستگاه که در تاریخ ۱۴ آبان ۱۳۹۰ تأسیس شده‌است دارای ۱۱۰۰۰ متر مربع فضای سرپوشیده است.